# Microquasar

Le microquasar GRO J1655-40, vue d'artiste (ESA/NASA)

En astronomie, un microquasar est une étoile binaire contenant un trou noir, et qui produit des jets d'une vitesse proche de la vitesse de la lumière.

## Présentation
Les microquasars sont des étoiles binaires possédant les mêmes ingrédients essentiels que les quasars: un trou noir, un disque d'accrétion et des jets. Le terme a été inventé par I. Felix Mirabel et Luis F. Rodríguez dans un article décrivant l'observation de jets relativistes supraluminiques dans un système galactique appelé GRS 1915+105. Les microquasars sont un sous-ensemble des étoiles binaires produisant des rayons X, appelées les binaires X.

## Différences entre quasars et microquasars
Les microquasars et les quasars possédant les mêmes ingrédients essentiels, ils partagent la même physique. En d'autres termes, les phénomènes physiques présents dans les uns sont aussi observés dans les autres. La différence principale entre les deux est la masse du trou noir. Dans les microquasars, on a un trou noir stellaire de quelques masses solaires, jusqu'à une dizaine de masses solaires. Les trous noirs dans les quasars sont dits supermassifs et ont une masse de plusieurs millions voire quelques milliards de masses solaires.
Pour un trou noir accrétant de la matière du disque d'accrétion au taux maximal d'Eddington, la température caractéristique d'un corps noir à la dernière orbite circulaire stable est donné approximativement par:
{\displaystyle T\sim 2\times 10^{7}M^{-1/4}}
où {\displaystyle M} est la masse du trou noir en masse solaire. Ainsi, plus la masse est petite, plus la température caractéristique de l'intérieur du disque d'accrétion est grande. C'est pour cette raison que les quasars émettent principalement dans le domaine optique et ultraviolet, tandis que les disques des microquasars émettent principalement dans les rayons X.

## Jets relativistes et jets supraluminiques
La caractéristique qui différencie les microquasars des autres binaires X est la présence de jets. Ces jets sont principalement observés dans le domaine des ondes radio (ce fut le cas de GRS 1915+105 et de GRO J1655-40 notamment). Les jets observés dans les microquasars sont dits relativistes quand ils atteignent une vitesse proche de la vitesse de la lumière. Cette désignation vient du fait que seule la relativité d'Albert Einstein permet de les décrire correctement.
Selon la distance et l'angle de projection des jets dans le ciel, il arrive que ces jets relativistes aient, en apparence, une vitesse plus grande que celle de la lumière. Dans ce cas, on parle de jets supraluminiques.
L'origine des jets est encore mal comprise, bien qu'il soit certain qu'ils soient lancés tout près du trou noir central, comme pour les quasars. Un des modèles proposés consiste à dire qu'il existe un jet dit MHD auto-collimaté par le champ magnétique vertical, et qui est produit par le disque d'accrétion, et que dans certaines conditions, des cascades de paires électrons-positrons se forment. Ces paires seraient alors collimées par le jet MHD, et seraient éjectées à des vitesses ultra-relativistes, en produisant les fameux jets observés en radio.

## Variabilité
Les microquasars sont caractérisés par une très forte variabilité dans les rayons X. Il a été observé dans plusieurs microquasars une évolution en forme d'hystérésis typique, et qui reste à expliquer. Également, des oscillations quasi périodiques (QPOs) à basse et haute fréquences sont observés.

## Exemples de microquasars
L'exemple le plus fameux reste GRS 1915+105 qui semble à ce jour être le microquasar avec la plus grande masse de trou noir (une dizaine de masses solaires) et le plus grand taux d'accrétion sur le trou noir. Cet objet produit des jets en permanence. GRO J1655-40 fut le deuxième objet dans lequel des jets supralumiques furent observés. Le plus clair exemple d'hystérésis a été observé dans GX 339-4, tandis que SS 433 est connu pour avoir des jets relativistes permanents et en précession, formant une nébuleuse.